# Хайнрих фон Папенхайм (маршал)
Хайнрих фон Папенхайм (на немски: Heinrich von Pappenheim; † сл. 1264) е имперски наследствен маршал на Папенхайм в Бавария.

## Произход
Той е син на маршал Хайнрих IV фон Папенхайм († сл. 1257) и съпругата му Хедвиг фон Мюнценберг (* пр. 1256; † пр. 1286), дъщеря на Улрих I фон Мюнценберг († 1240) и Аделхайд фон Цигенхайн († 1226). Племенник е на Рудолф I фон Папенхайм († 1214/1221).
Фамилията Папенхайм има в документи кралската служба наследствен маршал от 1141 г. Хайнрих фон Папенхайм се нарича през 1263 г. императорски маршал (Marschall von Gottes Gnaden des kaiserlichen Hofes und des Herzogtums Schwaben).

## Фамилия
Хайнрих фон Папенхайм се жени за Маргарета фон Гунделфинген-Хеленщайн († сл. 1269), дъщеря на Улрих II фон Гунделфинген-Хеленщайн († 1280) и Аделхайд фон Албек († пр. 1279). Маргарета е сестра на Андреас фон Гунделфинген († 1313), епископ на Вюрцбург (1303 – 1313). Те имат децата:
- Хайнрих IV фон Папенхайм († 1318/1319), женен I. за Елизабет фон Хюрнхайм-Катценщайн, II. сл. 1290 г. за Приска фон Щофелн
- Хилдебрах (Хилтпрант, Хилдебранд) фон Папенхайм (* ок. 1240; † април 1298, убит), маршал на Бибербах, женен ок. 1274 г. за Гута фон Клингенберг (* ок. 1252; † сл. 1294)
- Елизабет фон Папенхайм, омъжена за Хайнрих фон Донерсберг
- Хайнрих фон Папенхайм († 1303/1304)
- Анна фон Папенхайм (* ок. 1225), омъжена за Хендрик Релингер († 1255)

Маргарета фон Гунделфинген-Хеленщайн се омъжва втори път пр. 29 май 1268 г. за Хуго III фон Тетнанг-Монфор-Шеер († 1309).